# Покрајина Ваљадолид
Покрајина Ваљадолид (шп. Provincia de Valladolid) је покрајина Шпаније у аутономној заједници Кастиља и Леон. Главни град је Ваљадолид.